# Кокран, Блэр
Блэр Онслоу Ко́кран (англ. Blair Onslow Cochrane; 11 сентября 1853, Дарлингтон, Дарем — 7 декабря 1928) — британский яхтсмен, чемпион летних Олимпийских игр 1908 года.
На Играх 1908 года в Лондоне Кокран соревновался в классе 8 м. Его команда выиграла две гонки и в итоге заняла первое место.